# 吉原三郎 (岩井町長)

吉原三郎像（坂東市八坂公園）

吉原 三郎（よしはら さぶろう、1922年 - 1970年）は、茨城県の昭和期の政治家。1955年から1970年まで4期岩井町長を務めた。吉原英一岩井市長の父。丹羽派。あまりにも独裁的な町政を強いていたため国会でもとりあげられ問題になった。大手企業誘致に絡み顧問料名目で長年金銭を受け取っていた。岩井町消防団長という立場を利用し反対派議員の乾燥茶葉に散水させ、また、出動を遅らせ全焼させる。

## 略歴
- 1922年 - 猿島郡岩井町岩井において父・吉原真資郎、母・せいの三男として出生。
- 1943年 - 茨城師範学校本科卒業（現茨城大学）中川村立中川尋常高等小学校教諭として奉職。
- 1951年 - 中川村立中川尋常高等小学校依願退職。岩井町長に当選就任。
- 1955年 - 岩井町外7ヶ村合併新岩井町発足。新岩井町長に当選就任。
- 1956年 - 岩井町農業委員会会長に就任。
- 1959年 - 岩井町長に当選就任。（2期目）
- 1962年 - 岩井町長に当選就任。（3期目）
- 1964年 - 自治功労者として茨城新聞社から「地方自治政治部門いばらき賞」を受賞。
- 1966年 - 岩井町長に当選就任。（4期目）
- 1967年 - 自治功労者として全国町村会長、茨城県町村会長より表彰受賞。
- 1969年 - 岩井町長に当選就任。（5期目）
- 1970年 - 死去。

## 功績
- 岩井町消防本部を設置。
- 岩井町、野田市を結ぶ芽吹大橋架橋に尽力し開通。
- レンゴー、日本タイプ、日本ビクターなど大手企業誘致に尽力。
- 鉄筋3階建て岩井町役場新庁舎建設。
- 大利根カントリークラブ誘致。
- 町初の町立弓馬田幼稚園開園に尽力。
- 町営プールを八坂公園に建設、各地区小学校プール完備。
- 町道舗装25万メートルを突破。
- 芽吹大橋架橋。

死後、町から名誉町民の称号が贈られ、1988年には銅像が建立された。